# Trichodesma dhofaricum
Trichodesma dhofaricum är en strävbladig växtart som beskrevs av Ghaz. Trichodesma dhofaricum ingår i släktet Trichodesma och familjen strävbladiga växter. Inga underarter finns listade i Catalogue of Life.